# Zeebo
Die Zeebo ist eine stationäre Spielkonsole, die in Brasilien im Juni 2009 von Qualcomm und Tectoy veröffentlicht wurde. Der Zielmarkt sind Schwellenländer.

## Überblick
Die Zeebo wurde speziell für den Markt der stark wachsende Mittelschicht in Ländern wie Brasilien, Russland, Indien und China entworfen. Als Zielgruppe werden vor allem potentielle Spieler angepeilt, die sich keine Spielkonsole von etablierten Konkurrenten wie Microsoft, Sony oder Nintendo leisten können. Die Konsole selbst soll zunächst in Brasilien zu einem Preis von knapp 150 Euro angeboten werden. Die technischen Eigenschaften der Konsole sind für den Einsatz in Schwellenländern optimiert. Statt mittels klassischer Speichermedien werden die Spiele ausschließlich über ein UMTS-Netz namens Zeebonet vertrieben. Zahlreiche Spielepublisher, wie Electronic Arts, THQ und Activision Blizzard haben bereits zugesagt, Spiele für die Zeebo zu veröffentlichen. Die Spiele FIFA 09, Evil Prey, Brainchallenge und Need for Speed: Carbon sollen auf der Konsole vorinstalliert sein. Quake wird zum Starttermin als kostenloser Download angeboten. Weitere Spiele werden für Preise zwischen ungefähr 5 und 15 US-Dollar pro Titel zum Download bereitstehen.

## Technische Informationen
- ARM 11 528 MHz QDSP-5-Prozessor
- 1 GB NAND Flash-Speicher
- SD-Karten-Slot
- Qualcomm Adreno 130 Grafikchip
- 128 MB DDR-SDRAM
- Gewicht: 1,3 Kilogramm